# تنها ابلهان زنده می‌مانند
تنها ابلهان زنده می‌مانند (به انگلیسی: When Mountains Walked) رمان یا داستان بلندی نوشته کیت ویلر نویسنده آمریکایی است. این کتاب نخستین داستان بلند کیت ویلر است و با استقبال زیادی روبه‌رو شد.
این رمان از دو ماجراجویی عاشقانه پرده برمی‌دارد که در دو فاصله زمانی و مکانی مختلف اتفاق افتاده‌است، یکی در قلب ژرفترین دره‌های جهان در پرو و دیگری در صحراهای وسیع هند. آلتیا (Althea Baines) به همراه شوهرش، جانی (Johnny) که زلزله‌شناس است در سال‌های ۱۹۴۰ برای پژوهش درباره منشاء زلزله به شبه قاره هند سفر می‌کند. آلتیا در این سفر ماجراجویانه دچار تحول معنوی می‌شود. او طی اجرای مراسم بودایی جذب یک کشیش بودایی می‌شود و آرامش خود را در کنار او می‌یابد. ماجرای دیگر متعلق به نوه آلتیا، «مگی» است که در سفر ماجراجویانه دیگر همراه همسرش برای اداره یک کلینیک بهداشتی مخروبه به منطقهٔ دور افتاده‌ای در پرو می‌رود. این دو در ماجراهای بسیار با رهبر شورشیان پرو آشنا می‌شوند و ماجراجویی‌های خطرناکی در جنگاهای بارانی تجربه می‌کنند. 

## جوایز
- grants from the Guggenheim Foundation and the National Endowment of the Arts

## ترجمه فارسی
When Mountains Walked توسط زهرا تابشیان با نام «تنها ابلهان زنده می‌مانند» به فارسی ترجمه شده و در سال ۱۳۹۴ توسط «نشر آموت» منتشر شد.